# Cordon bleu
Il cordon bleu è un filetto ripieno di prosciutto cotto e formaggio fuso, che viene impanato e fritto o cotto al forno.

## Storia
Il termine cordon bleu deriva dalla decorazione in guisa di fascia azzurra conferita dall'Ordine dello Spirito Santo e creata da Enrico III di Valois.
Le origini del cordon bleu quale gustosa cotoletta ripiena di formaggio risalgono a Briga, in Svizzera, probabilmente intorno agli anni quaranta, menzionato per la prima volta in un libro di cucina del 1949. Il termine cordon bleu, nell'accezione moderna, compare da pochi decenni. In particolare nel 1967 viene presentata questa cotoletta sul New York Times. Tuttavia, dalla metà degli anni cinquanta era già nota un'analoga cotoletta preparata con la carne di vitello di creazione statunitense.

## Varianti
Alcune stuzzicanti varianti prevedono l'utilizzo di verdure e di aromi uniti al petto di pollo, nonché la sostituzione del petto di pollo con carne di manzo, suino o tacchino. Talvolta è previsto l'utilizzo di composti separati meccanicamente.